# HD 110834
HD 110834，又名BD+44 2221，SAO 44307、HR 4843，是一颗恒星，视星等为6.33，位于銀經127.22，銀緯72.97，其B1900.0坐标为赤經12h 39m 43.9s，赤緯+44° 72.97′ 1″。